# ハックニー・ダイアモンズ
『ハックニー・ダイアモンズ』（Hackney Diamonds）は、ローリング・ストーンズが2023年に発表したスタジオ・アルバム。

## 背景
カバー・アルバム『ブルー&ロンサム』（2016年）を挟んで発表され、オリジナル曲によるアルバムとしては『ア・ビガー・バン』（2005年）以来の作品に当たる。ただし、バンドは2012年発売のベスト・アルバム『GRRR!』に「ドゥーム・アンド・グルーム」、「ワン・モア・ショット」という2曲の新曲を収録し、2020年にも8年ぶりの新曲「リヴィング・イン・ア・ゴースト・タウン」を発表している。「リヴィング・イン・ア・ゴースト・タウン」は、本作の日本盤CDにボーナス・トラックとして追加された。
収録曲のうち「メス・イット・アップ」と「リヴ・バイ・ザ・ソード」には、2021年に死去したオリジナル・ドラマー、チャーリー・ワッツの演奏を使用しており、後者には1993年にバンドを脱退したオリジナル・ベーシスト、ビル・ワイマンも参加した。大部分の曲でドラムスを担当したスティーヴ・ジョーダンは、キース・リチャーズのソロ・プロジェクト「エクスペンシヴ・ワイノーズ」のメンバーで、リチャーズによれば、ワッツは長年にわたり、自分に何かあった時にはジョーダンを後任に迎えるよう進言していたという。
本作では、ポール・マッカートニーの紹介によりアンドリュー・ワットがプロデューサーに起用され、マッカトニー自身も「バイト・マイ・ヘッド・オフ」にゲスト参加した。また、ワットは以前にエルトン・ジョンと仕事をしたこともあり、本作の制作中に「ジェリー・リー・ルイスやニッキー・ホプキンスのようなホンキートンク・ピアノが欲しい」という話が出た際、ジョンをゲスト・ピアニストに推薦した。本作の制作当時、長年バンドのサポート・ベーシストを務めてきたダリル・ジョーンズはツアーに出ていて多忙だったため、ベース・パートは主にキース・リチャーズ、ロン・ウッド、ワットが分担した。なお、バンドはワットの提案により、バンド名の由来となったマディ・ウォーターズの曲「ローリング・ストーン・ブルース」のカヴァーを録音している。
「スウィート・サウンズ・オブ・ヘヴン」にはレディー・ガガとスティーヴィー・ワンダーがゲスト参加しており、両名とも正式なレコーディングでローリング・ストーンズと共演するのは初めてだが、ワンダーは1972年にローリング・ストーンズと共にツアーを行い、ガガは2012年12月にローリング・ストーンズのステージに飛び入りし「ギミー・シェルター」で共演した。

## リリース
バンドは2023年8月、イギリスの新聞『ハックニー・ガゼット』および『イズリット・ガゼット』に、架空のガラス修理会社「ハックニー・ダイアモンズ」の広告を提供し、宣伝文句にはバンドの過去の曲（「サティスファクション」、「ギミー・シェルター」、「シャッタード」）のタイトルが織り込まれ、ここで初めて、ローリング・ストーンズが『ハックニー・ダイアモンズ』というアルバムを発表する噂が流れた。そして、9月4日に本作のリリースが公表された。
9月6日、収録曲「アングリー」のミュージック・ビデオの公開が開始され、10月13日には本作からの先行シングルとしてリリースされた。この曲は日本では、アルバム発売に先がけてテレビドラマ『うちの弁護士は手がかかる』の主題歌に使用された。
アルバム発売前夜の10月19日には、ニューヨークのクラブ「Racket NYC」で、レディー・ガガをゲストに迎えたサプライズ・ライヴを行い、その時に演奏された7曲は、12月15日発売の『ハックニー・ダイアモンズ（2CDライヴ・エディション）』のボーナス・ディスクに収録された。

## 反響
母国イギリスでは、先行シングル「アングリー」が全英シングルチャートで34位に達し、本作は全英アルバムチャートで12週トップ100入りして、うち2週にわたり1位を獲得した。アメリカでは2023年11月4日付のBillboard 200で初登場3位となり、合計9週トップ200入りした。
2025年2月2日に開催されたグラミー賞（第67回）で『ヴードゥー・ラウンジ』以来2度目の最優秀ロック・アルバム賞を受賞した。

## 評価
Stephen Thomas Erlewineはオールミュージックにおいて5点満点中3.5点を付け「全体的なコンセプトが特にない上に、大物ゲストを集めることに徹底したせいか、第一印象は『ヴードゥー・ラウンジ』や『ア・ビガー・バン』に及ばない」と評している。Alexis Petridisは2023年10月18日付の『ガーディアン』紙のレビューで5点満点中4点を付け「キース・リチャーズは"Tell Me Straight"で『俺達はどうやって終わるのか?』と懇願しているが、『ハックニー・ダイアモンズ』は、その問いに対する明確な答えを示している」と評している。Steve ShymanikはPopMattersのレビューで10点満点中7点を付け「12曲ともローリング・ストーンズの代表曲とは言えないが、2005年の『ア・ビガー・バン』よりもずっと力強い素材が揃っている」と評している。一方、Grayson Haver CurrinはPitchforkのレビューで10点満点中4.5点を付け「バンドの支柱を失い、彼らが20年前に書いていたような不朽のリフもない状況としては当然の結果となった」「貴重な宝石どころか、あぶく銭を稼ぐために作られた」と評している。

## 収録曲
特記なき楽曲はジャガー/リチャーズ作。
1. アングリー - Angry (Mick Jagger, Keith Richards, Andrew Watt) 3:46
2. ゲット・クロース - Get Close (M. Jagger, K. Richards, A. Watt) 4:10
3. ディペンディング・オン・ユー - Depending on You (M. Jagger, K. Richards, A. Watt) 4:03
4. バイト・マイ・ヘッド・オフ - Bite My Head Off 3:31
5. ホール・ワイド・ワールド - Whole Wide World 3:58
6. ドリーミー・スカイズ - Dreamy Skies 4:38
7. メス・イット・アップ - Mess It Up 4:03
8. リヴ・バイ・ザ・ソード - Live by the Sword 3:59
9. ドライヴィング・ミー・トゥー・ハード - Driving Me Too Hard 3:16
10. テル・ミー・ストレイト - Tell Me Straight 2:56
11. スウィート・サウンズ・オブ・ヘヴン - Sweet Sounds of Heaven 7:22
12. ローリング・ストーン・ブルース - Rolling Stone Blues (Muddy Waters) 2:47

### 日本盤ボーナス・トラック
1. リヴィング・イン・ア・ゴースト・タウン - Living in a Ghost Town 4:07

### 「2CDライヴ・エディション」ボーナス・ディスク
1. シャッタード - Shattered 4:53
2. アングリー - Angry (M. Jagger, K. Richards, A. Watt) 4:20
3. ホール・ワイド・ワールド - Whole Wide World 4:29
4. ダイスをころがせ - Tumbling Dice 4:28
5. バイト・マイ・ヘッド・オフ - Bite My Head Off 3:29
6. ジャンピン・ジャック・フラッシュ - Jumpin' Jack Flash 5:34
7. スウィート・サウンズ・オブ・ヘヴン - Sweet Sounds of Heaven 7:42

## 参加ミュージシャン
ローリング・ストーンズ
- ミック・ジャガー - ボーカル、ギター、ハーモニカ、パーカッション
- キース・リチャーズ - ボーカル(on #10)、ギター、ベース、バッキング・ボーカル
- ロン・ウッド - ギター、ベース、バッキング・ボーカル
- チャーリー・ワッツ - ドラムス(on #7, #8)

フィーチャリング・ゲスト
- エルトン・ジョン - ピアノ(on #2, #8)
- ポール・マッカートニー - ベース(on #4)
- レディー・ガガ - ボーカル(on #11)
- スティーヴィー・ワンダー - ピアノ、ローズ・ピアノ、モーグ・シンセサイザー(on #11)

アディショナル・ミュージシャン
- アンドリュー・ワット - パーカッション(on #1, #3, #5, #9)、ベース(on #2, #3, #5, #7, #11)、ギター(on #3, #7)、キーボード(on #7)、バッキング・ボーカル(on #1, #2, #3, #5, #9, #11)、ストリングス・アレンジ(on #3)
- ビル・ワイマン - ベース(on #8)
- スティーヴ・ジョーダン - ドラムス(on #1, #2, #3, #4, #5, #6, #9, #10, #11)
- マット・クリフォード - ピアノ(on #1, #3, #4, #5, #6, #7, #9)、エレクトリックピアノ(on #2, #5, #6, #7, #9, #10)、キーボード(on #5, #7)、オルガン(on #9, #11)
- ベンモント・テンチ（英語版） - ハモンドオルガン(on #3)
- カルロス・エドワーズ - パーカッション(on #2, #7)
- ジェイムズ・キング - サクソフォーン(on #2, #11)
- ロン・ブレイク - トランペット(on #2, #11)
- デヴィッド・キャンベル - ストリングス・アレンジ、指揮(on #3)
- スージー・カタヤマ - ストリングス・コントラクター(on #3)
- チャーリー・ビシャラット、ソンガ・リー、アリッサ・パーク、サラ・パーキンス、ミシェル・リチャーズ、テレザ・スタニスラフ、ジェニファー・タカマツ、フィリップ・ヴァイマン - ヴァイオリン(on #3)
- リューク・マウラー、トム・レア - ヴィオラ(on #3)
- ヤコブ・ブラウン、ポーラ・ホックハルター - チェロ(on #3)